# Kathedralbasilika Christkönig

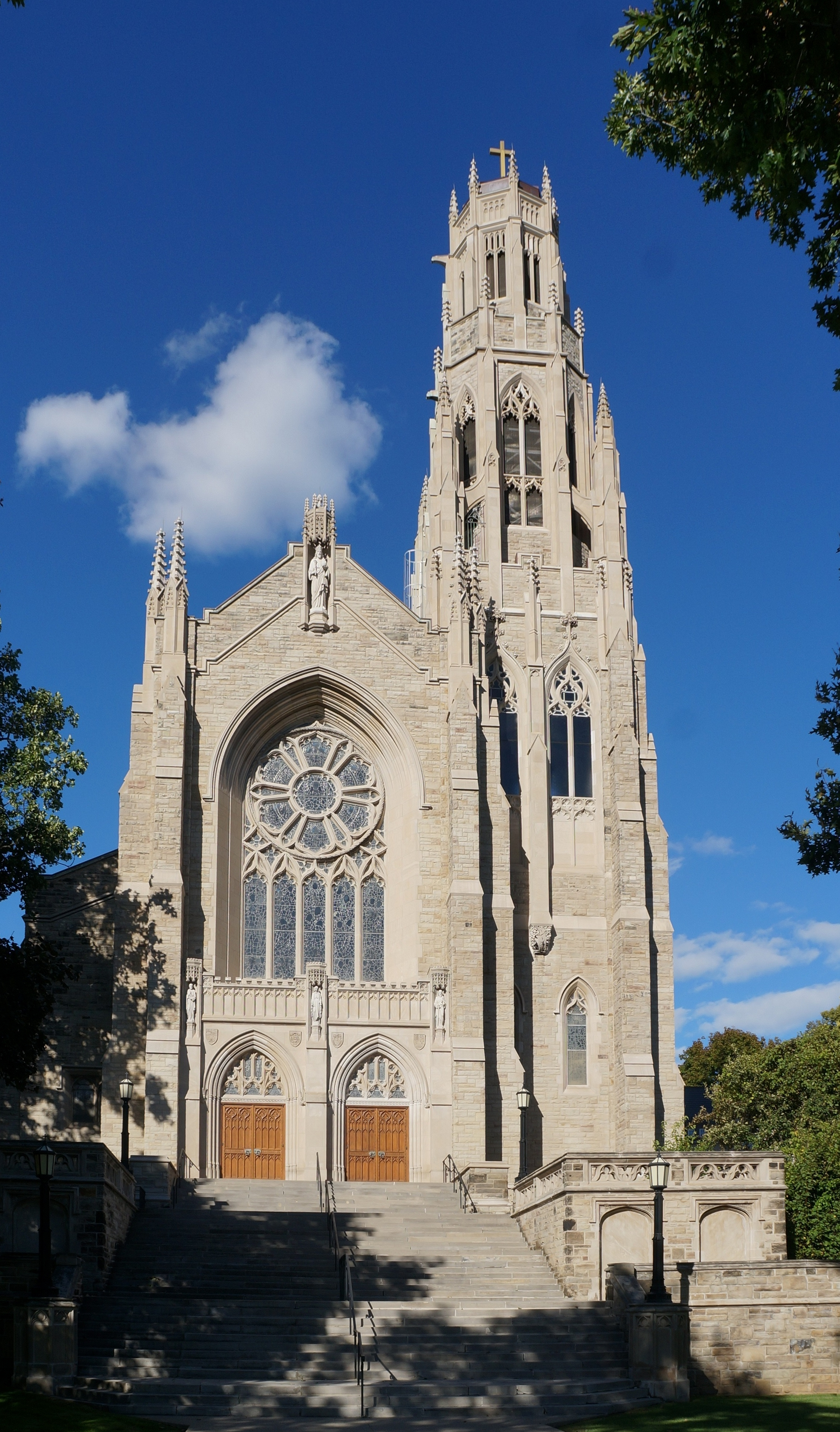
Fassade

Kathedralbasilika Christkönig (englisch Cathedral Basilica of Christ the King) ist eine römisch-katholische Kirche in Hamilton in Ontario, Kanada. Die Kathedrale des Bistums Hamilton ist Christus König geweiht und trägt zusätzlich den Titel einer Basilica minor.

## Baugeschichte
Auf der Südseite des seitlichen Glockenturms wurde durch Bischof John McNally 1930 der Grundstein gelegt, der aus den römischen Katakomben stammt. Der Entwurf der Kathedrale stammte vom Architekten William Russell Souter, die Ausführung erfolgte durch das Bauunternehmen von Joseph Piggott. Die Kathedrale wurde am 19. Dezember 1933 geweiht. Sie erhielt im Februar 2013 von Papst Benedikt XVI. zusätzlich den Titel einer Basilica minor verliehen.

## Architektur und Ausstattung

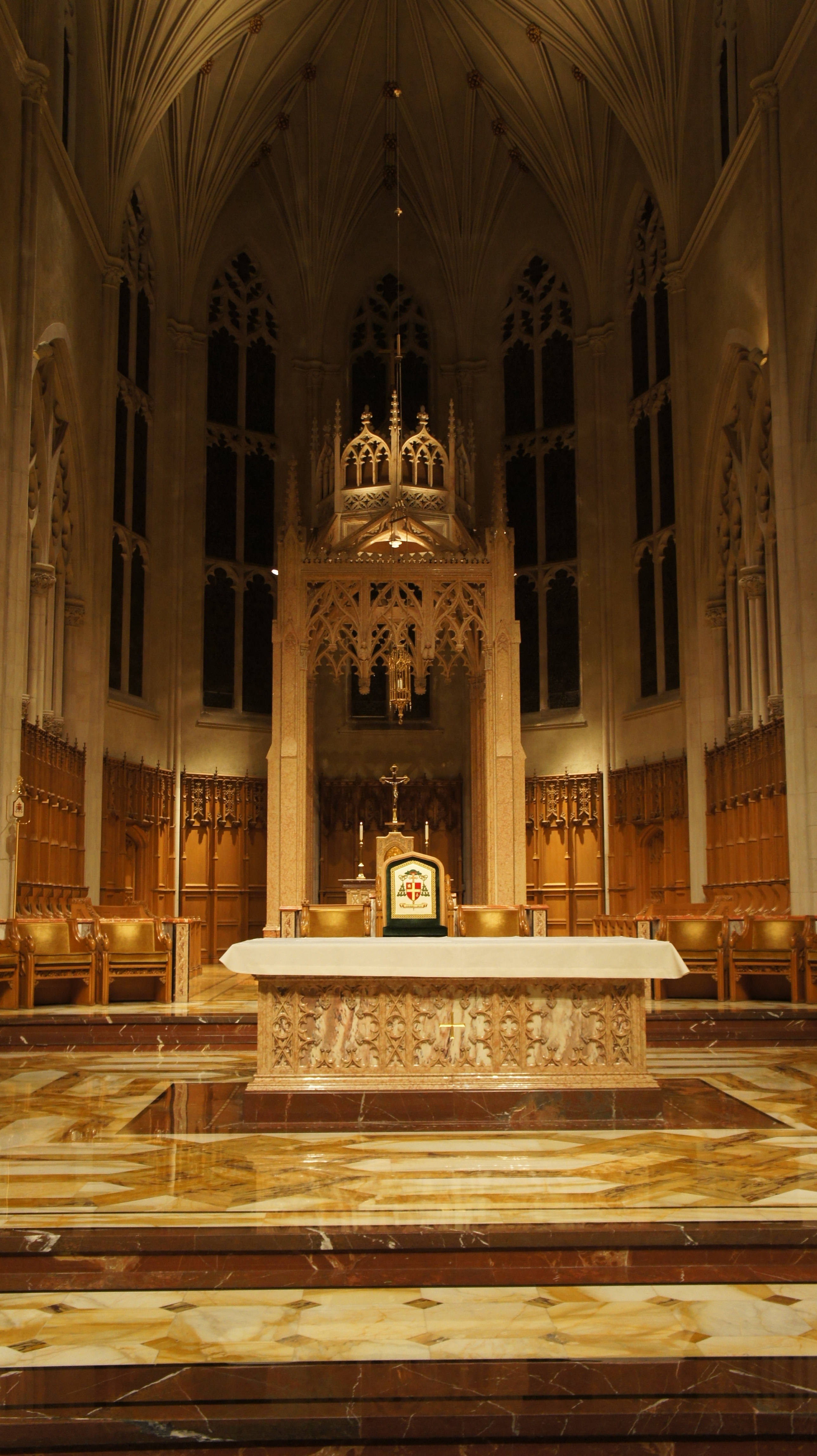
Altarraum

Die dreischiffige Kirche wurde im neugotischen Stil erbaut in Anlehnung an die Gotik des 13. Jahrhunderts in England. Das 72 Meter lange Mittelschiff wird durch massive Kalksteinpfeiler von den Seitenschiffen abgetrennt. Die Kirche bietet bei einer Breite von 22 Meter 1200 Sitzplätze, sie ist 27,5 Meter hoch. Die gewölbte Decke ist eine direkte Kopie der Kathedrale von Norwich in England. Über dem Tabernakel steht ein großes, 88 Tonnen schweres Marmor-Ziborium in Form einer Krone, Symbol des Königtums. Der hintere Narthex der Kirche beherbergt eine massive Eichenstatue von Christkönig. Die Kreuzwegstationen wurden in Italien aus weißem Carrara-Marmor gefertigt. Die 82 Buntglasfenster stammen von der Mayer’sche Hofkunstanstalt in München und zeigen neben biblischen Szenen und Heiligenbildern auch Papst Pius XI. und Bischof John McNally sowie Therese Neumann, eine deutsche Stigmatistin des 20. Jahrhunderts. Auf der Empore steht eine große, viermanualige Orgel ursprünglich von G. F. Steinmeyer & Co. aus Deutschland mit fast 5000 Pfeifen.
Nach einem Brand 1981 wurde die Kathedrale durch vielfältige Umbauten neu gestaltet. So erhielt der Altarbereich einen neuen Marmoraltar und einen mehrfarbigen Marmorboden. Die Seitenaltäre, die Orgel und auch bedeutende Gemälde wurden neu angeordnet.